# Tatra T3RF
Tatra T3RF – typ czeskiego tramwaju firmy ČKD. Wozy tego typu produkowano w latach 1997–1999 dla Rosji, dwa wozy z ośmiu pozostały w Brnie. Tramwaj T3RF wywodzi się z modelu Tatra T3R produkowanego w II połowie lat 90. XX wieku.

## Historia

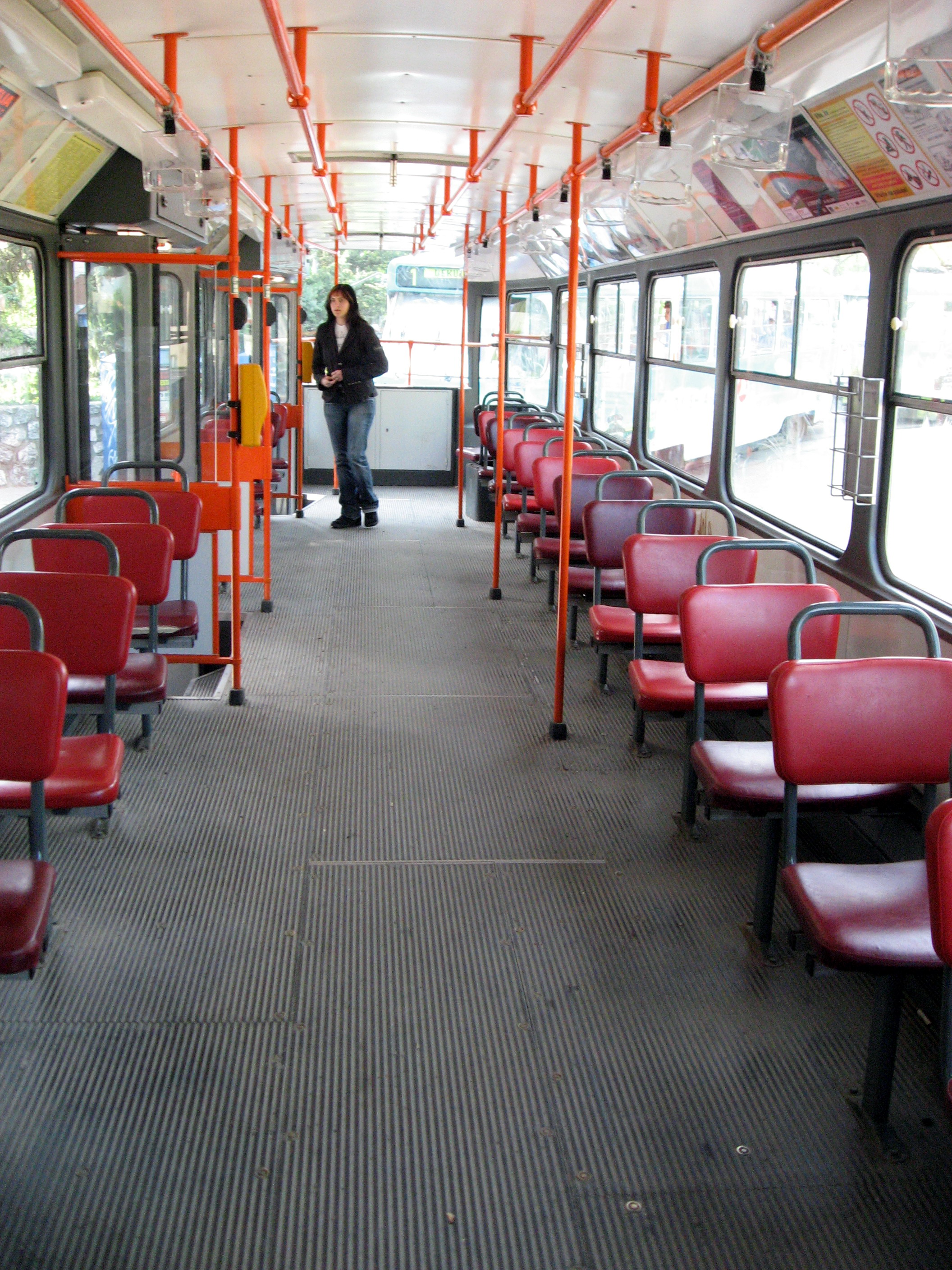
Wnętrze brneńskiego tramwaju T3RF

Po dostawie 10 nowych tramwajów Tatra T3R do Brna na początku roku 1997 podobne wozy zamówiło przedsiębiorstwo komunikacji z miasta Iżewsk, który jest jednym z wielu miast eksploatujących klasyczne tramwaje Tatra T3 w Rosji, następnie podobne tramwaje zamówiła także Samara. Wozy oznaczone jako T3RF były podobne z wyglądu do brneńskich T3R, jednak pod względem technicznym różnią się nowocześniejszym wyposażeniem elektrycznym.

## Konstrukcja
Tramwaj T3RF to czteroosiowy, jednokierunkowy, silnikowy wagon tramwajowy. Szkielet wagonu jest wykonany ze stali, poszycie zewnętrzne stanowi blacha; oba czoła wozu (projektu architekta Patrika Kotasa) z szybami panoramicznymi są zbudowane z włókna szklanego. Podłoga wozu znajduje się na wysokości 900 mm nad główką szyny. Prawa strona pudła posiada troje czteroczęściowych drzwi harmonijkowych. Siedzenia ze sztucznej skóry dla pasażerów są rozmieszczone w układzie 1+1 (niektóre iżewskie wozy 1+2), w tylnej części wozu zaprojektowano miejsce na wózki dziecięce lub inwalidzkie. W odróżnieniu od T3R typ T3RF nie posiada przycisków indywidualnego otwierania drzwi przez pasażerów, podłoga jest pokryta wykładziną gumową, okna wyposażono w przesuwane lufciki. Motorniczy steruje ręcznym zadajnikiem jazdy z zamykanej kabiny sterowniczej.
Tramwaje T3RF są napędzane czterema silnikami TE 022, każdy z nich przypada na jedną oś. Wyposażenie elektryczne ČKD TV14 posiada tranzystory IGBT, przetwornica statyczna została dostarczona przez Alstom, prąd jest pobierany z sieci trakcyjnej przez pantograf nożycowy.
Wozy dla przedsiębiorstwa Dopravní podnik města Brna zostały zmodernizowane przez warsztaty Dopravního podniku měst Mostu a Litvínova. Wózki zostały wymienione na nowe (skompletowane z komponentów firmy SKD),tramwajom zamontowano silniki typu TE 023, pantografy pozostawiono oryginalne, jednak wyposażono je w elektryczny system opuszczania i podnoszenia. Wnętrze pozostało bez zmian, wozy wyposażono w elektroniczny system informacji pasażerskiej, zamontowano przyciski otwierania drzwi przez pasażerów. Mniejsze modyfikacje wprowadzono w kabinach motorniczego i innych częściach wozu.

## Dostawy tramwaju
W latach 1997–1999 ogółem wyprodukowano 8 wozów T3RF. Mimo dostawy wszystkich tramwajów do Rosji, dwa tramwaje trafiły ostatecznie do Brna.
| Państwo        | Miasto         | Typ            | Lata dostaw    | Liczba | Numery taborowe | Uwagi                            |       |
| -------------- | -------------- | -------------- | -------------- | ------ | --------------- | -------------------------------- | ----- |
| Czechy         | Brno           | T3RF           | 2002           | 2      | 1669, 1670      | początkowo dostarczone do Samary | [ 5 ] |
| Rosja          | Iżewsk         | T3RF           | 1997           | 4      | 1000–1003       |                                  | [ 6 ] |
| Rosja          | Samara         | T3RF           | 1999           | 2      | 1205–1206       |                                  | [ 7 ] |
| Łączna liczba: | Łączna liczba: | Łączna liczba: | Łączna liczba: | 8      |                 |                                  |       |

## Eksploatacja

### Brno

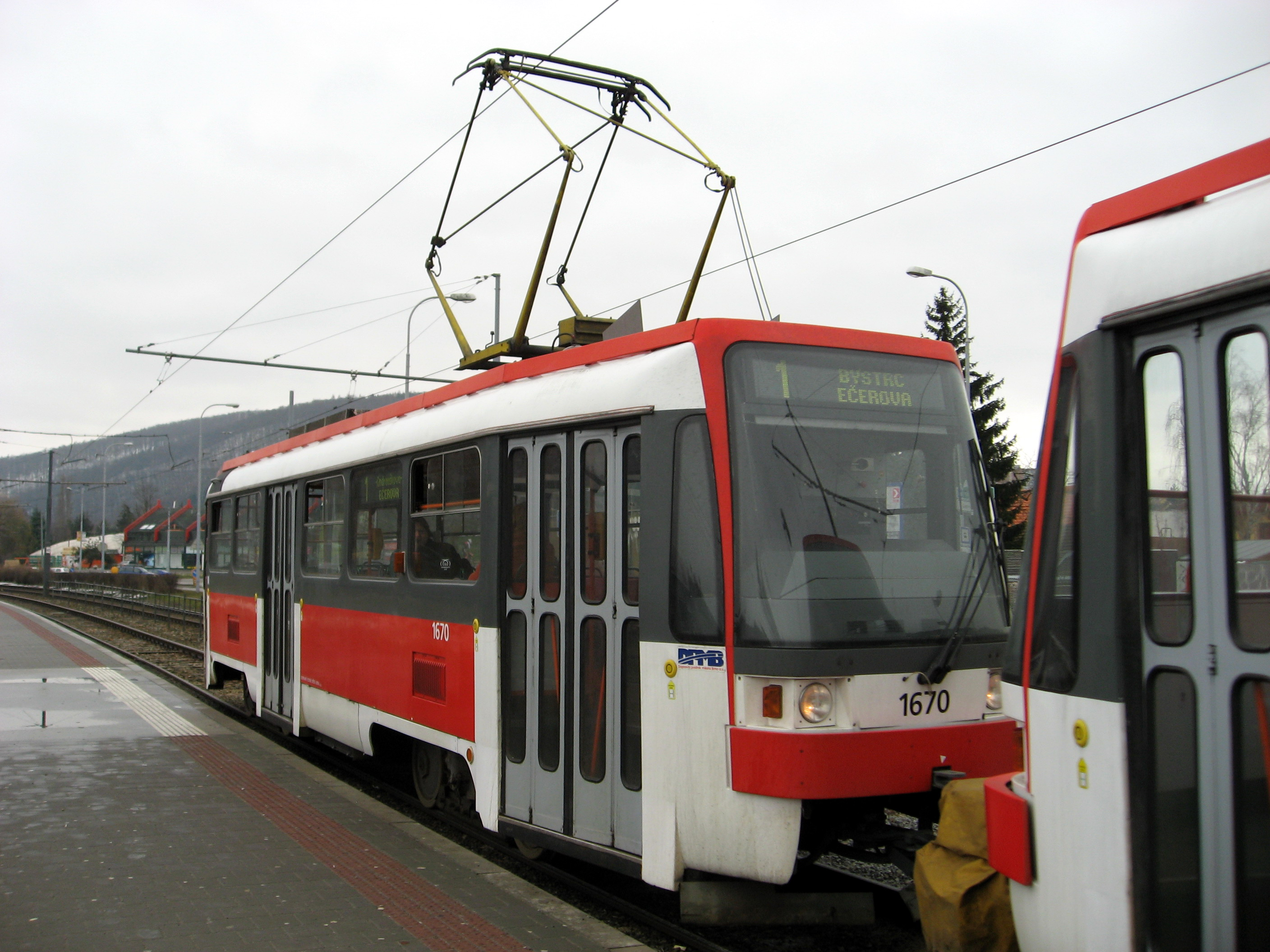
Brneński wóz Tatra T3RF numer 1670

Zgodnie z zamówieniem w 1999 r. wyprodukowano 4 wozy T3RF dla Samary. Z powodu wpłacenia jedynie 50% ceny za 4 tramwaje, dostarczono tam 2 egzemplarze. Dwa pozostałe wozy odstawiono w halach ČKD, a po przejęciu firmy przez Siemens w 2002 r. odkupił je przewoźnik z Brna. Przed włączeniem do eksploatacji zmodernizowano je zgodnie ze standardowym wyposażeniem wykorzystywanym w każdym brneńskim tramwaju w warsztatach Mostu i Litwinowa.
Po jazach testowych oba wozy otrzymały numery 1669 i 1670, w listopadzie 2002 r. weszły do służby liniowej. Wozy T3RF trwale jeżdżą w składzie 1669+1670, łączenie z tramwajami typu Tatra T3R nie jest możliwe.
Wozy T3RF trwale jeżdżą w składzie 1669+1670, łączenie z tramwajami typu Tatra T3R nie jest możliwe.

### Rosja

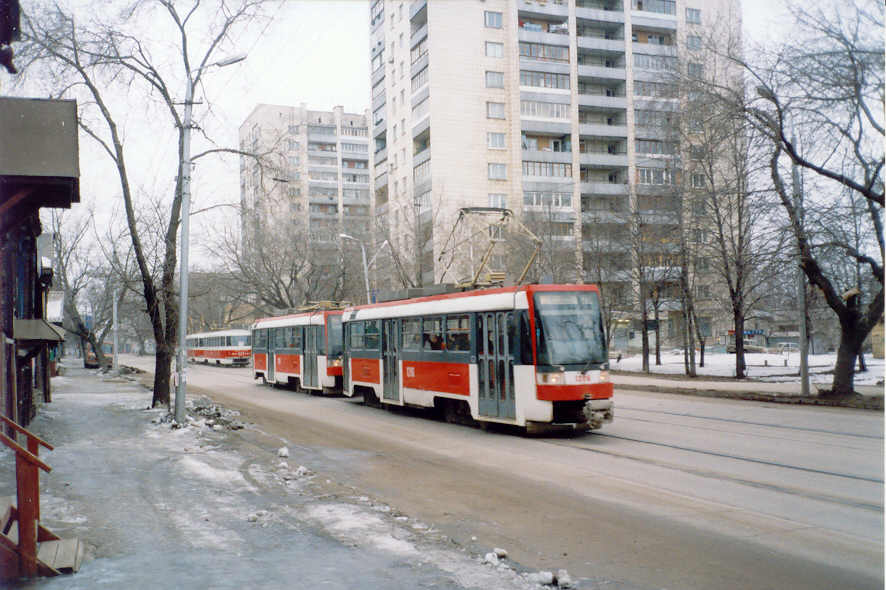
Tramwaje T3RF w Samarze

Pierwsze cztery wozy T3RF w roku 1997 zakupił przewoźnik z rosyjskiego miasta Iżewsk, gdzie otrzymały numery 1000-1003. Wszystkie tramwaje T3RF jeżdżą pojedynczo.
Dwa tramwaje (z czterech zamówionych) Tatra T3RF były w roku 1999 dostarczone do Samary. Wozy otrzymały numery 1205 i 1206 jeździły od 1999 w składzie 1205+1206, w roku 2003 zamieniono ich kolejność w składzie, do pierwotnego stanu powrócono w 2010 r. Od roku 2011 oba tramwaje jeżdżą pojedynczo.
Jeden z dwóch wozów, który był pierwotnie wyprodukowany dla Samary a który jeździ w Brnie z numerem 1669, został w roku 1999 wypożyczony do Moskwy na obchody 100 lat komunikacji tramwajowej. Podobnie do T3RF miały być zmodernizowane wyeksploatowane moskiewskie wozy Tatra T3, umowa między ČKD a Mosgortransem nie została podpisana a tramwaj T3RF został odstawiony na rok do zajezdni, nie przeprowadzano jazd próbnych. W 2000 r. zwrócono go producentowi.